# Lee Yo Won
Lee Yo-won (născută la 9 aprilie 1980) este o actriță din Coreea de Sud. Este cunoscută pentru rolul Reginei Seondeok din serialul Secretele de la palat. Ea are o fată cu soțul ei, Park Jin-woo.

## Filmografie

### Filme
- The Recipe (2010)
- May 18 (2007)
- Gwang-tae, Gwang-shik’s Brother (2005)
- Surprise Party (2002)
- A.F.R.I.K.A. (2002)
- Take Care of My Cat (2001)
- Attack the Gas Station (1999)
- Scent of a Man (1998)

### Seriale TV
- 49 Days (SBS, 2011)
- Queen Seon Deok (MBC, 2009)
- Bad Love (KBS2, 2007)
- Surgeon Bong Dal Hee (SBS, 2007)
- Fashion 70's (SBS, 2005)
- Daemang (SBS, 2002)
- Pure Heart (KBS2, 2001)
- Blue Mist (KBS2, 2001)
- Tough Guy's Love (KBS2, 2000)

## Premii
- 2010 Indosiar Mania Awards: Actrița Preferată a Asiei
- 2010 Asia Model Festival Awards: Premiu Special
- 2009 10th Korean Media Ceremony: Premiul "Fotogenic"
- 2009 MBC Drama Awards: Premiul pentru Cel Mai Bun Cuplu (cu Kim Nam-Gil în Secretele de la palat)
- 2009 MBC Drama Awards: Female Top Excellence Award (Queen Seon Deok)
- 2009 Grimme Award: Cea Mai Bună Actriță
- 2007 SBS Drama Awards: Netizens' Choice Award
- 2007 SBS Drama Awards: Top 10 Star Award
- 2007 SBS Acting Awards: Top Excellence Award for Surgeon Bong Dal Hee
- 2007 SBS Acting Awards: Premiul de Popularitate pentru Surgeon Bong Dal Hee
- 2007 SBS Drama Awards: Premiul pentru Cel Mai Bun Cuplu (cu Lee Beom-Su în Surgeon Bong Dal Hee)
- 2005 SBS Drama Awards: Best Special Project Female Actress
- 2005 SBS Drama Awards: Top 10 Star Award
- 2002 SBS Drama Awards: Newstar Award
- 2001 9th Spring History Film Festival: Cea mai Bună Actriță pentru Take Care of My Cat
- 2001 Baeksang Awards: Best New Female Actress
- 2001 KBS Acting Awards: Cea Mai Populară Actriță
- 2001 Blue Dragon Awards: Premiul pentru Cea Mai Bună Actriță Debutantă